# Velika nagrada Kanade 1988
Velika nagrada Kanade 1988 je bila peta dirka Svetovnega prvenstva Formule 1 v sezoni 1988. Odvijala se je 12. junija 1988 na dirkališču Circuit Gilles Villeneuve v Montrealu. Zmagal je Ayrton Senna, drugo mesto je osvojil Alain Prost, tretje pa Thierry Boutsen. Senna je osvojil tudi najboljši štartni položaj in postavil najhitrejši krog dirke. 

## Poročilo

### Kvalifikacije
Na prenovljenem dirkališču Gillesa Villeneuva sta na kvalifikacijskih treningih ponovno prevladovala McLarnova dirkača. Ayrton Senna je osvojil svoj peti zaporedni najboljši štartni položaj, drugo štartno mesto pa je osvojil Alain Prost. Drugo štartno vrsto sta zasedla Thierry Boutsen z Benettonom in Nelson Piquet z Lotusom, Williamsova dirkača, Nigel Mansell in Riccardo Patrese, pa sta se vbadala s težavami, saj sta dosegla le deveto oziroma enajsto štartno mesto. Sobotne kvalifikacije je zaznamovala huda nesreča dirkača Arrowsa Dereka Warwicka, ki pa je ostal nepoškodovan in lahko sodeloval na dirki.

### Dirka
Prost je na štartu povedel pred Senno, sledila sta dirkača Ferrarija Michele Alboreto in Gerhard Berger ter Benettona Thierry Boutsen in Alessandro Nannini. V desetem krogu so se pri Bergerjevem Ferariju začele težave s črpalko za dovod goriva. V devetnajstem krogu je Senna izkoristil priložnost, ko je Prost za trenutek obtičal za dirkači zaostalimi za krog, in se prebil v vodstvo. Alessandro Nannini, ki je držal četrto mesto, je v petnajstem krogu odstopil zaradi okvare električnega sistema. V triindvajsetem krogu je odstopil tudi Berger, medtem pa je Nigel Mansell prehitel Nelsona Piqueta, toda Britanec je moral nato v šestindvajsetem krogu odstopiti zaradi okvare motorja. Podobno se je zgodilo tudi njegovemu moštvenemu kolegu Riccardu Patreseju pet krogov kasneje. Michele Alboreto je v štiriintridesetem krogu odstopil zaradi podobnih težav kot moštveni kolega Berger, tako da se je Thierry Boutsen prebil na tretje mesto, ki ga je držal vse do konca dirke. Zaradi odstopa več dirkačev boljših moštev, so dobili priložnost za prvenstvene točke tudi dirkači manjših moštev. Tako se je Philippe Streiff z dirkalnikom AGS na polovici dirke prebil na peto mesto, pred Andreo de Cesarisa, ki je bil z dirkalnikom Rial šesti. Toda Streiff je odstopil zaradi izleta s steze v enainštiridesetem krogu, de Cesarisu pa je tri kroge pred koncem dirke zmanjkalo goriva. To je izkoristil Ivan Capelli in s svojim dirkalnikom March dosegel presenetljivo peto mesto. Senna je zmagal, sledili pa so še Prost, Boutsen, Piquet, Capelli in Jonathan Palmer. Uvrščenih je bilo štirinajst dirkačev, toda le prvi trije v istem krogu.

## Dirka
| Poz  | Št | Dirkač             | Konstruktor     | Krogi | Čas/Odstop    | Št. m. | Toč |
| ---- | -- | ------------------ | --------------- | ----- | ------------- | ------ | --- |
| 1    | 12 | Ayrton Senna       | McLaren-Honda   | 69    | 1:39:46,618   | 1      | 9   |
| 2    | 11 | Alain Prost        | McLaren-Honda   | 69    | + 5,934 s     | 2      | 6   |
| 3    | 20 | Thierry Boutsen    | Benetton-Ford   | 69    | + 51,409 s    | 7      | 4   |
| 4    | 1  | Nelson Piquet      | Lotus-Honda     | 68    | +1 krog       | 6      | 3   |
| 5    | 16 | Ivan Capelli       | March-Judd      | 68    | +1 krog       | 14     | 2   |
| 6    | 3  | Jonathan Palmer    | Tyrrell-Ford    | 67    | +2 kroga      | 19     | 1   |
| 7    | 17 | Derek Warwick      | Arrows-Megatron | 67    | +2 kroga      | 16     |     |
| 8    | 31 | Gabriele Tarquini  | Coloni-Ford     | 67    | +2 kroga      | 26     |     |
| 9    | 22 | Andrea de Cesaris  | Rial-Ford       | 66    | Brez goriva   | 12     |     |
| 10   | 30 | Philippe Alliot    | Larrousse-Ford  | 66    | El. sistem    | 17     |     |
| 11   | 2  | Satoru Nakadžima   | Lotus-Honda     | 66    | +3 krogi      | 13     |     |
| 12   | 33 | Stefano Modena     | Euro Brun-Ford  | 66    | +3 krogi      | 15     |     |
| 13   | 24 | Luis Perez-Sala    | Minardi-Ford    | 64    | +5 krogov     | 21     |     |
| 14   | 9  | Piercarlo Ghinzani | Zakspeed        | 63    | Motor         | 22     |     |
| Ods  | 15 | Maurício Gugelmin  | March-Judd      | 54    | Menjalnik     | 18     |     |
| Ods  | 14 | Philippe Streiff   | AGS-Ford        | 41    | Vzmetenje     | 10     |     |
| Ods  | 25 | René Arnoux        | Ligier-Judd     | 36    | Prenos        | 20     |     |
| Ods  | 27 | Michele Alboreto   | Ferrari         | 33    | Motor         | 4      |     |
| Ods  | 6  | Riccardo Patrese   | Williams-Judd   | 32    | Motor         | 11     |     |
| Ods  | 18 | Eddie Cheever      | Arrows-Megatron | 31    | Pedal za plin | 8      |     |
| Ods  | 5  | Nigel Mansell      | Williams-Judd   | 28    | Motor         | 9      |     |
| Ods  | 26 | Stefan Johansson   | Ligier-Judd     | 24    | Motor         | 25     |     |
| Ods  | 28 | Gerhard Berger     | Ferrari         | 22    | El. sistem    | 3      |     |
| Ods  | 19 | Alessandro Nannini | Benetton-Ford   | 15    | Vžig          | 5      |     |
| Ods  | 32 | Oscar Larrauri     | Euro Brun-Ford  | 8     | Šasija        | 24     |     |
| Ods  | 4  | Julian Bailey      | Tyrrell-Ford    | 0     | Trčenje       | 23     |     |
| DNQ  | 23 | Adrián Campos      | Minardi-Ford    |       |               |        |     |
| DNQ  | 21 | Nicola Larini      | Osella          |       |               |        |     |
| DNQ  | 29 | Yannick Dalmas     | Larrousse-Ford  |       |               |        |     |
| DNQ  | 10 | Bernd Schneider    | Zakspeed        |       |               |        |     |
| DNPQ | 36 | Alex Caffi         | Dallara-Ford    |       |               |        |     |